# Admirał Jumaszew
Admirał Jumaszew (ros. Адмирал Юмашев) – radziecki, następnie rosyjski krążownik rakietowy projektu 1134A (ozn. NATO Kresta II), klasyfikowany oficjalnie jako duży okręt przeciwpodwodny. W czynnej służbie od 1977 do 1992 roku. Wchodził w skład Floty Północnej.

## Budowa i skrócony opis
„Admirał Jumaszew” był ostatnim – dziesiątym zbudowanym okrętem projektu 1134A (Bierkut-A), znanego też od pierwszego okrętu jako typ Kronsztadt, a w kodzie NATO oznaczanego Kresta II. Okręt otrzymał nazwę na cześć admirała Iwana Jumaszewa (1895-1972). Został wciągnięty na listę floty 15 stycznia 1973 roku. Budowany był w im. A.A. Żdanowa w Leningradzie (numer budowy 730). Stępkę położono 17 kwietnia 1975 roku, okręt wodowano  30 września 1976 roku, a do służby wszedł 30 grudnia 1977 roku.
Okręty projektu 1134A były klasyfikowane jako duże okręty przeciwpodwodne (ros. bolszoj protiwołodocznyj korabl, BPK), niemniej na zachodzie powszechnie uznawane są za krążowniki. Ich zasadniczym przeznaczeniem było zwalczanie okrętów podwodnych, w tym celu główne uzbrojenie stanowiło osiem wyrzutni rakietotorped Mietiel, z ośmioma pociskami, wymienione następnie w trakcie modernizacji w połowie lat 80. na nowsze wyrzutnie Rastrub-B. Dodatkowo posiadały dziesięć wyrzutni torped kalibru 533 mm, z których można było wystrzeliwać torpedy przeciw okrętom podwodnym. Uzbrojenie przeciwpodwodne uzupełniały dwa dwunastoprowadnicowe miotacze rakietowych bomb głębinowych RBU-6000 (144 bomby kalibru 213 mm) i dwa sześcioprowadnicowe RBU-1000 (48 bomb kalibru 305 mm). Możliwości w zakresie zwalczania okrętów rozszerzał jeden pokładowy śmigłowiec Ka-25PŁ. Uzbrojenie artyleryjskie stanowiły dwa podwójnie sprzężone działa uniwersalne kalibru 57 mm AK-725, umieszczone nietypowo w dwóch wieżach na burtach, oraz dwa zestawy artyleryjskie obrony bezpośredniej w postaci dwóch par sześciolufowych naprowadzanych radarowo działek 30 mm AK-630M (łącznie cztery działka). Uzbrojenie rakietowe stanowiły dwie dwuprowadnicowe wyrzutnie przeciwlotniczych pocisków rakietowych średniego zasięgu Sztorm-M, na dziobie i na rufie, z zapasem 48 pocisków.
Okręty wyposażone były w odpowiednie środki obserwacji technicznej, w tym stacje radiolokacyjne dozoru ogólnego Woschod (MR-600) na maszcie dziobowym i Angara-A (MR-310A) na maszcie rufowym, radary artyleryjskie oraz kompleks hydrolokacyjny Titan-2 (MG-332) z anteną w gruszce dziobowej.

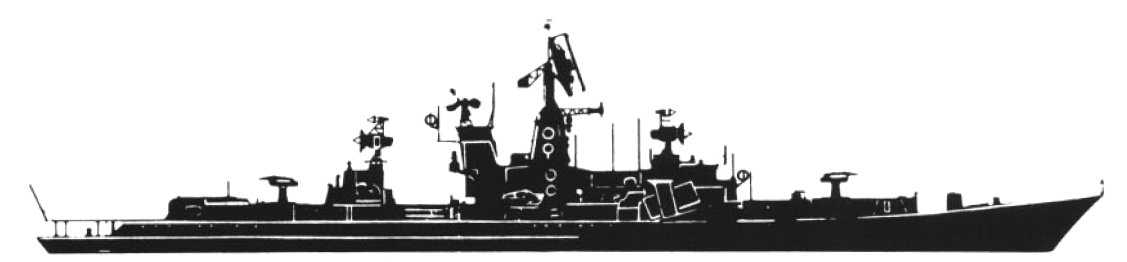
Sylwetka okrętów projektu 1134A

Okręty projektu 1134A miały wyporność standardową 5600 ton i pełną 7535 ton. Długość kadłuba wynosiła 159 m, a szerokość 16,8 m. Napęd stanowiły dwa zespoły turbin parowych TW-12 o łącznej mocy 90 000 KM, napędzające każdy po jednej śrubie. Parę zapewniały cztery kotły. Napęd zapewniał osiągnięcie prędkości maksymalnej 33 węzły, a ekonomicznej 18 węzłów. Załoga liczyła 343 osoby, w tym 33 oficerów.

## Służba
„Admirał Jumaszew” od 17 lutego 1978 roku wchodził w skład Floty Północnej ZSRR.
W dniach 12-16 lipca 1984 złożył wizytę na Seszelach.
Według części publikacji, w połowie lat 80. przeszedł remont połączony z modernizacją, podczas którego okręt dostosowano do rakietotorped Rastrub-B.
3 lipca 1992 roku z powodu złego stanu technicznego i braku środków na remont, okręt został wycofany ze służby. Na początku 1994 roku został sprzedany na złom do Indii.